# Miss Universo 1961
Miss Universo 1961, decima edizione di Miss Universo, si è tenuta a Miami, negli Stati Uniti d'America il 15 luglio 1961. L'evento è stato presentato da Johnny Carson. Marlene Schmidt, Miss Germania, è stata incoronata Miss Universo 1961.

## Risultati

### Piazzamenti
| Risultato finale   | Concorrente |
| ------------------ | --- |
| Miss Universo 1961 | - Germania - Marlene Schmidt |
| 2ª classificata    | - Galles - Rosemarie Frankland |
| 3ª classificata    | - Argentina - Adriana Gardiazábal |
| 4ª classificata    | - Inghilterra - Arlette Dobson |
| 5ª classificata    | - Stati Uniti - Sharon Renee Brown |
| Top 15             | - Cile - María Gloria Silva - Corea del Sud - Seo Yanghee - Francia - Simone Darot - Islanda - Kristjana Magnusdóttir - Israele - Atida Pisanti - Perù - Carmela Stein Bedoya - Scozia - Susan Jones - Svezia - Gunilla Knutsson - Svizzera - Liliane Burnier - Taiwan - Wang Li-Ling |

### Riconoscimenti speciali
| Riconoscimento    | Concorrente                        |
| ----------------- | ---------------------------------- |
| Miss Congeniality | - Grecia - Eleftheria Deloutsi     |
| Miss Photogenic   | - Stati Uniti - Sharon Renee Brown |

## Concorrenti
- Argentina - Adriana Gardiazábal
- Austria - Ingrid Bayer
- Belgio - Nicole Ksinozenicki
- Birmania - Myint Myint Khin
- Bolivia - Gloria Soruco Suárez
- Brasile - Staël Maria da Rocha Abelha
- Canada - Wilda Reynolds
- Ceylon - Ranjini Nilani Jayatilleke
- Cile - María Gloria Silva
- Colombia - Patricia Whitman Owin
- Corea del Sud - Seo Yanghee
- Cuba - Martha García Vieta
- Danimarca - Jyette Nielsen
- Ecuador - Yolanda Palacios Charvet
- Finlandia - Ritva Tuulikki Wächter
- Francia - Simone Darot
- Galles - Rosemarie Frankland
- Germania - Marlene Schmidt
- Giamaica - Margaret Lewars
- Giappone - Akemi Toyama
- Grecia - Eleftheria (Ria) Deloutsi
- Guatemala - Anabelle Sáenz
- Inghilterra - Arlette Dobson
- Irlanda - Jean Russell
- Islanda - Kristjana Magnusdóttir
- Isole Vergini Americane - Priscila Bonilla
- Israele - Atida Pisanti
- Italia - Vivianne Romano
- Libano - Leila Antaki
- Lussemburgo - Vicky Schoos
- Madagascar - Jacqueline Robertson
- Marocco - Irene Gorsse
- Norvegia - Rigmor Trengereid
- Paesi Bassi - Gita Kamman
- Paraguay - María Cristina Osnaghi Perreira
- Perù - Carmela Stein Bedoya
- Porto Rico - Enid del Valle
- Rhodesia - Jonee Sierra
- Scozia - Susan Jones
- Spagna - Pilar Gil Ramos
- Stati Uniti - Sharon Renee Brown
- Sudafrica - Marina Christelis
- Svezia - Gunilla Knutsson
- Svizzera - Liliane Burnier
- Taiwan - Wang Li-Ling
- Turchia - Giseren Uysal
- Uruguay - Susanna Lausorog Ferrari
- Venezuela - Ana Griselda Vegas Albornoz